# Kutschin Peak
Il Kutschin Peak è un picco roccioso antartico, alto 2.360 m, situato sul versante occidentale del Nilsen Plateau, 11 km a sud del Monte Kristensen, sul fianco orientale del Ghiacciaio Amundsen, nei Monti della Regina Maud, in Antartide. 
La denominazione è stata assegnata dall'Advisory Committee on Antarctic Names (US-ACAN) in onore di A. Kutschin, marinaio della nave Fram utilizzata dalla spedizione antartica (1910-12) dell'esploratore polare norvegese Roald Amundsen.